# 聖傑爾鄉
46°33′N 24°08′E / 46.55°N 24.13°E
聖傑爾鄉（羅馬尼亞語：Comuna Sânger, Mureș），是羅馬尼亞的鄉份，位於該國中部，由穆列什縣負責管轄，面積52平方公里，海拔高度408米，2007年人口2,474，人口密度每平方公里48人。